# Loyal Bros
Loyal Bros (офіційно підназвано Only the Family — Lil Durk Presents: Loyal Bros) — четверта компіляція американського гіпгоп-лейблу Only the Family, видана ним разом з Empire Distribution 5 вересня 2021 р. Є першим проєктом компанії, випущеним після того, як один з його артистів, репер King Von, загинув у перестрілці біля кальянної в Атланті, штат Джорджія 6 листопада 2020 року.

## Реліз та просування
Усього видано 6 синглів. Другий сингл, «Streets Raised Me», у виконанні Doodie Lo та Booka600, вийшов у Чорну п'ятницю, 27 листопада 2020 року. 6 лютого 2021 року з'явилася інформація, що реліз відбудеться 26 лютого. Однак цього не сталося, а в заявлену дату Only the Family оприлюднили обкладинку альбому.
2 березня 2021 року лейбл виклав розмитий список пісень разом з анонсом «Jump» у виконанні Lil Durk, King Von та Booka600 з участю Memo600. Чіткий список пісень нарешті оголосили за день до релізу, 4 березня.

## Комерційний вислід
Збірка дебютувала на 12-ій сходинці Billboard 200 із 28 тис. альбомних рівнозначних одиниць за перший тиждень (з них — 2 тис. чистого продажу, 33,2 млн потокових прослуховувань).

## Список пісень
| #     | Назва                                                   | Автор                                                                               | Продюсер(и)                                           | Тривалість |
| ----- | ------------------------------------------------------- | ----------------------------------------------------------------------------------- | ----------------------------------------------------- | ---------- |
| 1.    | «Jump» (Lil Durk, King Von і Booka600 з участю Memo600) | Дерк Бенкс Дейвон Беннетт Даронтез Мейо Мелвін Ґріффін Джену Маклукас               | RMG Nu                                                | 3:13       |
| 2.    | «Sip Again» (Lil Durk і Doodie Lo з участю THF Zoo)     | Бенкс Девід Солсберрі Дівонше Колльє Рвал Річ                                       | Reech                                                 | 1:59       |
| 3.    | «Let It Blow» (Memo600 з участю Lil Uzi Vert)           | Ґріффін Саймер Вудс Вінсент Бойлз-мл.                                               | Deltah Beats                                          | 2:57       |
| 4.    | «Hellcats & Trackhawks» (Lil Durk)                      | Бенкс Ніколас Слоуберн                                                              | Nick Slowburnz                                        | 2:26       |
| 5.    | «Turkey Season» (Lil Durk і Chief Wuk)                  | Бенкс Вонтрелл Вокер Браян Сіммонс Джейкоб Кенеді Лесідні Реґленд                   | TM88 ATL Jacob Too Dope                               | 1:48       |
| 6.    | «Chess» (Tee Grizzley)                                  | Террі Воллес Маркус Ракер                                                           | Motif Alumni                                          | 2:40       |
| 7.    | «Took Down» (Doodie Lo з участю Big30)                  | Солсберрі Родні Райт-мл. Ayojarii                                                   | Ayojarii                                              | 2:13       |
| 8.    | «Out the Roof» (Lil Durk, King Von і Booka600)          | Бенкс Беннетт Мейо Трентон Тернер Джоел Абрагам Каї Ланґе                           | Touch of Trent Jo L'z Odyssee                         | 2:15       |
| 9.    | «Me and Doodie Lo» (Doodie Lo й King Von)               | Солсберрі Беннетт Томас Мур                                                         | AyeTM                                                 | 2:33       |
| 10.   | «Game Face» (Booka600 і Tee Grizzley)                   | Мейо Воллес Крістофер Пірсон Джоррес Нельсон Джавар Рокамор Теодор Томас Роберт Ріс | YC Real Red Javar Rockamore Stonii Bobby «Keyz» Reese | 1:55       |
| 11.   | «I Ain't Lying» (Chief Wuk з участю EST Gee)            | Вокер Джордж Стоун III Остін Кассабієн                                              | AK                                                    | 2:48       |
| 12.   | «Pull Up» (Doodie Lo й Timo з участю C3)                | Солсберрі Timo Чарльз Ластер III ProdbyZeke                                         | ProdbyZeke                                            | 2:46       |
| 13.   | «Do It for Von» (Booka600, Memo600 і THF Zoo)           | Мейо Ґріффін Колльє Крейґ Вест                                                      | Big Savage                                            | 2:31       |
| 14.   | «Dying 2 Hit'em» (Lil Durk і Slimelife Shawty)          | Бенкс Ванні Лі                                                                      |                                                       | 2:27       |
| 15.   | «Toxic» (Jusblow600)                                    | Джастін Мітчелл Жуан Дуарте Тімоті Ґомрінґер Кевін Ґомрінґер                        | JD on tha Track Cubeatz                               | 2:30       |
| 16.   | «Glaciers» (Booka600 і Boss Top)                        | Мейо Тайрі Девіс Даррелл Джексон                                                    | Chopsquad DJ                                          | 3:12       |
| 17.   | «Kennedy» (Lil Mexico)                                  | Лафазіо Джонс Найл Бей Perrytrills                                                  | Nile Waves Perrytrills                                | 1:59       |
| 18.   | «Streets Raised Me» (Doodie Lo й Booka600)              | Солсберрі Мейо Ешлі Філікс                                                          | Ashlxy Felix                                          | 3:12       |
| 19.   | «Rules» (Timo)                                          | Timo DJ Kidd Едіс Сельмані                                                          | DJ Kidd Yung Dza                                      | 1:47       |
| 20.   | «Pistol Tottin» (Memo600 з участю Foogiano)             | Ґріффін Кваме Бравн Пол Пенсо                                                       | Koncept P YBP                                         | 2:29       |
| 21.   | «Young Rich Niggaz» (Ikey й Hypno Carlito)              | Майкл Гарріс Роберт Емперен OhZone                                                  | OhZone                                                | 2:35       |
| 22.   | «Get Backers» (THF Zoo й Boonie Mo з участю Boona)      | Колльє Антоніо Джонс Boona Prod by Master                                           | Prod by Master                                        | 2:49       |
| 23.   | «Apart» (Booka600)                                      | Мейо Мур                                                                            | AyeTM                                                 | 2:50       |
| 52:33 |                                                         |                                                                                     |                                                       |            |

Примітки
На «Do It for Von» як семпл використано «Gleesh Place» у виконанні King Von.

## Чартові позиції
| Чарт (2021)                           | Найвища позиція |
| ------------------------------------- | --------------- |
| Canadian Albums (Billboard)           | 54              |
| US Billboard 200                      | 12              |
| US Top R&B/Hip-Hop Albums (Billboard) | 6               |

| Чарт (2021)                           | Позиція |
| ------------------------------------- | ------- |
| US Top R&B/Hip-Hop Albums (Billboard) | 86      |